# Géant aux narines bouchées
- Éléments géographiques dans l’axe de la « narine » nord.
- Éléments géographiques dans l’axe de la « narine » sud.
- Océan Atlantique, accès à l’espace interocéanique.

Le géant aux narines bouchées (ou bloquées) est une métaphore évoquée par Winston Churchill pour décrire les intérêts géostratégiques de la Russie relatifs à son accès à l’espace maritime.

## Origine
Cette expression trouve ses racines dans les paroles que le Premier ministre britannique Winston Churchill rapporte lui-même dans ses mémoires — Triomphe et Tragédie, son dernier tome — portant sur ses actions au cours de la Seconde Guerre mondiale. Durant les pourparlers bilatéraux et trilatéraux entre lui, le dirigeant soviétique Joseph Staline et les présidents américains Franklin D. Roosevelt puis Harry S. Truman, l’Union soviétique insiste sur ses intérêts et exigences en ce qui concerne les Détroits (entre la mer Noire et la mer Méditerranée). C’est au détour d’une longue conversation avec Staline, lors d’un dîner de la conférence de Potsdam (du 17 juillet au 2 août 1945), que Churchill évoque le parallèle d’un « géant aux narines bouchées ».
« That night, July 18, I dined with Stalin. [...] I said that it was my policy to welcome Russia as a Great Power on the sea. I wished to see Russian ships sailing across the oceans of the world. Russia had been like a giant with his nostrils pinched by the narrow exits from the Baltic and the Black Sea. I then brought up the question of Turkey and the Dardanelles. The Turks were naturally anxious. Stalin explained what had happened. »
— Winston Churchill, 

« Ce soir-là, le 18 juillet, je dînais avec Staline. [...] Je dis que ma politique était d’accueillir la Russie en tant que grande puissance maritime. Je souhaitais voir des navires russes naviguer sur les océans du monde. La Russie était comme un géant aux narines bouchées par les sorties étroites de la Baltique et de la mer Noire. J’évoquai ensuite la question de la Turquie et des Dardanelles. Les Turcs étaient naturellement inquiets. Staline expliqua ce qui s’était passé. »
— Wikipédia, 
Churchill indique alors son soutien en faveur d’une révision de la convention de Montreux qui éliminerait le Japon et garantirait un accès à la Méditerranée pour l’Union soviétique.

## Interprétation
Héritière de la Rus' de Kiev, la grande-principauté de Moscou constitue d’abord le « fragment septentrional » de cette aire géographique comprise entre la mer Baltique au nord et la mer Noire au sud, « ouvert sur l’Occident romano-germanique et l’Orient byzantin ». La conquête de la façade baltique dans un premier temps au XVIIe siècle, puis de la façade septentrionale (mers Noire, d’Azov avec la péninsule de Crimée) au XVIIIe siècle permettent à l’Empire russe une ouverture sur l’espace européen et la mer Méditerranée, forgeant une « puissance continentale ». On retrouve, par exemple, dans un numéro du Mercure de France de 1775, une brève signalant que « la République [de Venise] a le projet d'établir avec l'empire de Russie, un commerce direct par la mer Noire ».
L’expression de Churchill fait référence au handicap géographique auquel la Russie fait pourtant face, à savoir l'acquisition d'« un accès aisé aux mers chaudes et à l’Atlantique »,,. Son accès méridional à l’océan Atlantique s’effectue par la mer Noire en passant par les Détroits entourant la mer de Marmara (tous deux en territoire turc), puis par le détroit de Gibraltar (entre des possessions britanniques et espagnoles) ; son accès au nord se fait par la mer Baltique. Staline s’inscrit ainsi dans la stratégie des tsars Romanov visant à garantir ces accès à l’espace océanique. Au lendemain de la Seconde Guerre mondiale, l’Union soviétique victorieuse est perçue comme une menace pour la sécurité des États-Unis, mais les « narines bouchées » soulignent pourtant un faible potentiel de contrôle des océans par la Marine soviétique.